# Terminal eyes
Terminal eyes is een single van Al Stewart. Het is de enige single afkomstig van zijn album Past, present and future. Het verscheen ter promotie van dat album. Stewart gaf zelf toe dat het nummer veel weg heeft van I Am the Walrus van The Beatles, maar dan stukken somberder.
Het thema van Terminal eyes is niet vrolijk. Het gaat over het toenemende aantal zelfmoorden binnen de mensheid in zijn algemeen en binnen de popartiestenwereld in het bijzonder eind jaren zestig.
B-kant was Last day of june 1934 handelt over Ernst Röhm en zijn Sturmabteilung.
Net als haar voorgangers haalde de single de Britse hitparade niet.